# Loft Story (série télévisée)
Pour les articles homonymes, voir Loft Story.
Loft Story est une série télévisée française diffusée sur Antenne 2 en 1988.
Les scénaristes sont Gérard Lamballe et Francis Perrin.

## Distribution
- Francis Perrin : Francis (personnage récurrent)
- Élisa Servier : Françoise (personnage récurrent)
- Jean-Claude Brialy (1 épisode)
- Philippe Clay (1 épisode)
- Bernard Haller (1 épisode)
- Paul Préboist (1 épisode)
- Jean-Michel Farcy : Michel (épisodes inconnus)
- Olivia Dutron : Valérie (épisodes inconnus)
- Claire Maurier : Suzy (épisodes inconnus)
- Michèle Moretti : Minouchka (épisodes inconnus)
- William Leymergie : (épisodes inconnus)
- Jean Mamère : (épisodes inconnus)
- Serge Marquand : Le Plombier (épisodes inconnus)
- Jean Tolzac : Mr. Landois (épisodes inconnus)
- Odile Dabout : Amélie

## Épisodes
- Les trois coups : diffusé le 28 mars 1989
- Kleptomanie : diffusé le 29 mars 1989
- La chambre à louer : diffusé le 30 mars 1989